# 天梯山石窟
37°33′54″N 102°44′27″E / 37.565119°N 102.740792°E
天梯山石窟，起始名为凉州石窟，名称出自《集神州三宝感通录》，位于凉州，类型为石窟寺及石刻。石窟位于甘肃省武威市凉州城南约50公里的天梯山上，石窟分布在西南峭崖绝壁间。
凉州石窟开凿于北凉沮渠蒙逊时（公元412~439年）北魏、北周、隋、唐、西夏、元诸代都曾在这里开窟或重建，至明、清时期已成为喇嘛寺院。现存洞窟3层19处，窟内保存壁画数百平方米，佛像100多尊。
1959年9月，因修建黄羊河水库，窟址处于水库淹没区，部分造像、壁画搬迁至甘肃省博物馆。

## 历史

### 开凿历史
武威，古称凉州，姑臧，有着西北首府、六朝古都、雍凉之都、天下要冲、国家番卫，凉国故地的称号。凉州雄踞于西北中心，凉国的国都所在，成为历朝历代西北的政治、军事、经济、文化中心。故有《周书》凉州绯色天下最、《后汉书》有凉州之畜牧天下饶的盛誉。
魏晋时期，随佛教传入，西来东往的高僧大德多驻栖于此。在当地统治者的扶持下，两周成为西北最重要的佛教中心。著名高僧竺护法、鸠摩罗什、昙无谶、昙摩密多等，都曾在此译经。
公元412年，北凉国主沮渠蒙逊迁都凉州，“专弘事佛，于凉州南百里崖中大造形象，千变万化，惊人炫目。”这座距今1600年的凉州石窟便是天梯山石窟，经北朝、隋唐、西夏到明清相继创修。
明代《重修凉州广善寺铭》记载，当时有26窟，在前古刹遗址有“构材聚共，凿山架楹，筑宫于其间，凡八层，高十有六丈，有钟鼓二楼，两庑、山门，”经历代地震破坏，到解放初期，洞窟仅存16窟，大体为上、中、下三层，最高层距地表约60米，是较早的仪器洞窟，开凿于北朝。
第1、4、17、18窟开凿于北凉时期，其余都是隋唐规制而经后世重修的。洞窟内保存造像一百多尊、壁画数百平方米以及魏、隋唐汉藏文写经和汉唐绢画等珍贵文物。

### 文物搬迁

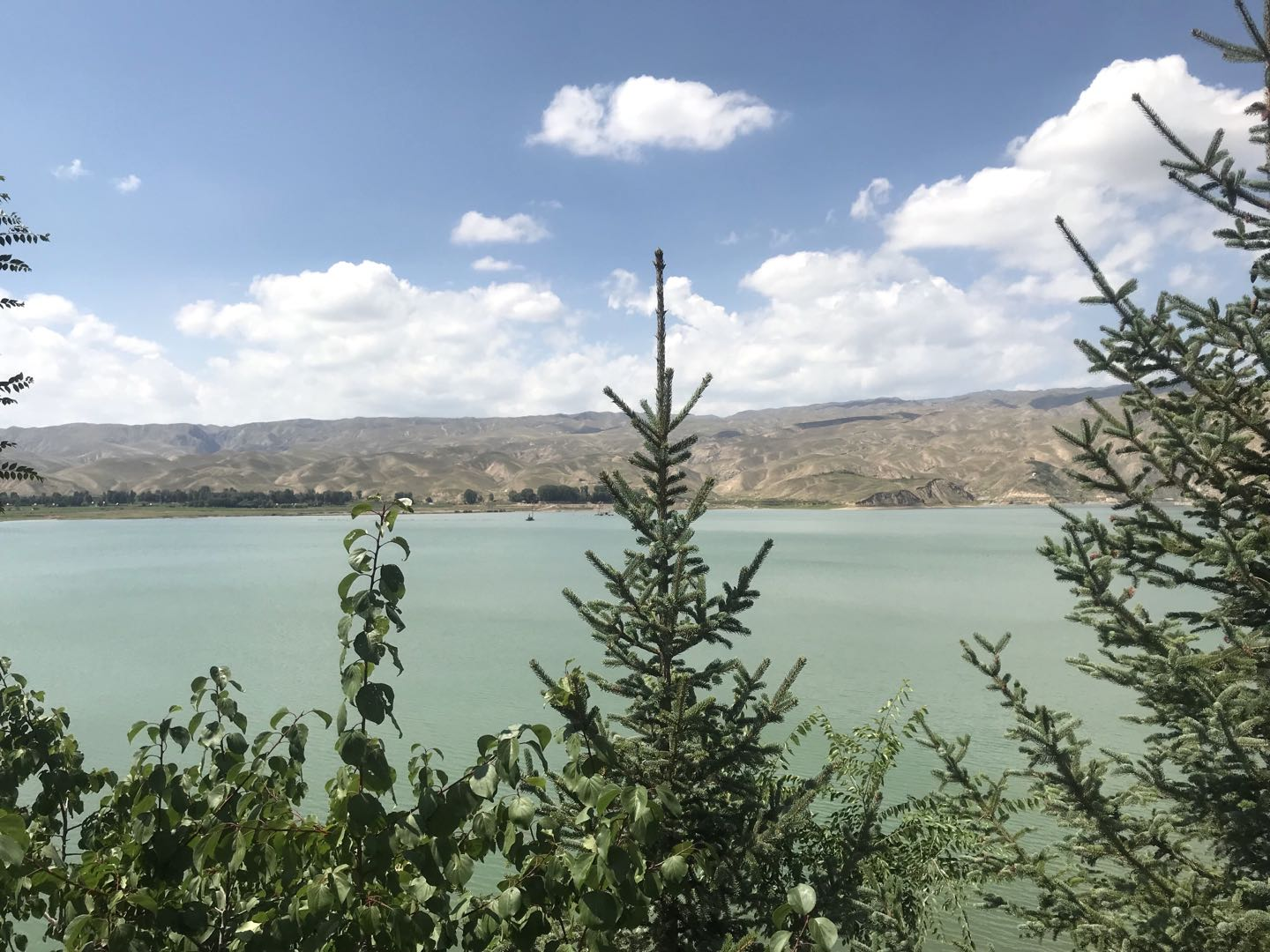
黄羊河水库

1958年，当地政府为解决黄羊河流域灌溉问题，决定在黄羊河上游修建水库。石窟所在地，成为唯一最理想的库址。据水库工程处当时的计算, 水库蓄水后, 窟群下部的第1、2层计10个洞窟将全部被淹没在水中。特别是由于开凿石窟的岩层均为浅红色的砂砾岩， 经长期浸泡, 将会有坍塌的危险。为了挽救这一珍贵的艺术宝库, 政府决定对石窟进行搬迁保护。
1959年，天梯山石窟文物搬迁工作队成立，队长为常书鸿, 副队长为吴怡如，队员由敦煌文物研究所和甘肃省博物馆抽调有经验的专业技术人员组成。整个工作从1959年11月18日正式开始, 根据工作需要和个人专长, 分临摹、摄影、测量、清理、发掘和搬塑像剥壁画五个小组。石窟内43尊造像、近300平方米壁画、清理的文物及25箱残片, 于1960年4月24-26日运回甘肃省博物馆保存；文字、图片资料由敦煌文物研究所保存。

### 文物修缮与回归
1992年在大佛窟外围筑起钢筋混凝土围堰大坝,把原来30多年浸泡于水中的7尊佛像与水彻底隔绝开来, 避免了水对石窟文物的浸害。相关专家对大佛窟岩体进行加固, 修复了大佛窟的塑像。武威市集资修建了通往窟区的道路、大佛窟的窟基护坡, 架设了输电线路。
近年来, 在中国国家文物局“原址原位修复精神”的指导下, 武威地方各级政府及社会各界学者、专家和石窟工作人员多方协调，甘肃省博物馆移交壁画、塑像有579个序号，内容为北魏、隋、唐、元、明时代的多层壁画120多平方米,塑像22尊, 佛头9个, 塑像、壁画残件25箱，于2006年回归武威。

### 壁画风格
北凉时期壁画的主要内容有千佛、飞天、菩萨和天王。制作方法和敦煌与麦积山等早期石窟补花的制作方法相同，即在抹光压实的泥层上直接敷彩。绘画“以线造型”，线条遒劲流畅；以土红色作底，然后在上彩著色，使得色彩协调统一。北魏壁画内容包括有飞天、菩萨、千佛、佛像和供养人。北魏壁画人物造型爽朗清瘦，即“秀骨清像”，描线熟练圆润、组织严谨、勾勒遒劲、细匀挺拔；色彩丰富，以青、绿为主，敷色细腻臻丽、浓郁雅正，重视补色的运用，色彩鲜明和谐，具有很强的装饰性。唐代壁画内容包括，初唐伎乐、供养人画像、盛唐三立佛、拈花菩萨、中唐供养人和晚唐千手观音。唐代壁画的宗教形象已完全世俗化，并具有了浑圆、真实的立体感。宗教意义减弱，绘画的审美性增强。明代壁画内容形式都较为单纯，有佛像、天王等，没有宏大的场面以及众多世俗细节，但显示出沉雄奔放的风格，色彩明快典雅。

### 在中国石窟中的地位
1994年, 北京大学考古系教授、石窟研究专家宿白先生, 通过实地考察与考证，认为中国石窟起源于凉州石窟, 创立了“凉州模式”的学术观点。而凉州模式现存的例子，就是天梯山石窟。